# حسین سالار آملی
حسین سالار آملی محقق و استاد دانشگاه، تا سال ۱۴۰۱ قائم مقام وزارت علوم، تحقیقات و فناوری ایران در امور بین‌الملل و استاد تمام و عضو هیئت علمی دانشگاه صنعتی امیر کبیرمی باشد.
وی دارای دکترای شیمی تجزیه از دانشگاه سالفورد و فوق دکتری از دانشگاه لندن است. در جریان پیاده‌سازی قانون اعزام دانشجو به خارج نقش فعالی داشت و در سال‌های ۱۳۷۱–۱۳۷۶ به عنوان رایزن علمی و سرپرست دانشجویان در انگلستان و ایرلند فعالیت کرد. در بازگشت به کشور او به عنوان مدیر کل امور دانش آموختگان وزارت علوم ۱۳۸۶–۱۳۸۹ بمدت ۳ سال فعالیت کرد و سپس به عنوان معاون سازمان پژوهش‌های غلمی و صنعتی ایران مسئولیت پذیرفت. در این سال‌ها بود که او بمدت ۵ سال دبیری جشنواره بین‌المللی خوارزمی را بر عهده گرفته و در معرفی این جشنواره در سطح دنیا و جلب توجه جهانیان به تحولات علمی درون کشور تلاش نمود.
سالار آملی سپس سمت معاونت فناوری و نوآوری معاونت علمی ریاست جمهوری را در سال‌های ۱۳۸۶–۱۳۹۲ بر عهده داشت. و ستادهای فناوری‌های راهبردی بیو فناوری، میکروالکترونیک، گیاهان دارویی، علوم شناختی، و … را تأسیس نمود. او در سال ۱۳۹۲ در دولت یازدهم و سپس دوازدهم و تا مدتی در دولت سیزدهم ۱۳۹۲–۱۴۰۱ قائم مقامی وزیر علوم در همکاری‌های بین‌المللی را بر عهده گرفت. نماینده ایران در مرکز منطقه‌ای انتقال فناوری در آسیا و اقیانوسیه، نماینده علمی ایران در مذاکرات پسا برجام با اتحادیه اروپا، مسئول گروه همکاری‌های دو جانبه با بسیاری از کشورها از جمله ترکیه، ارمنستان، عراق، روسیه، هند، اطریش، آلمان، فرانسه، سوریه را برعهده داشت.
دکتر سالار آملی عضو هیئت علمی دانشگاه صنعتی امیر کبیر استاد کامل رشته شیمی تجزیه و دارای ده‌ها کتاب تخصصی و مقالات علمی در نشریان بین‌المللی می‌باشد او هیچگاه مسئولیتی غیر از چارچوب علمی، تحقیقاتی، فناوری و دانشگاهی را نپذیرفت.